# 无字
《无字》是作家张洁的长篇小说，曾荣获2005年第6届茅盾文学奖。2002年1月首次出版。

## 故事梗概
《无字》讲述女作家“吴为”及其家族三代女性的婚姻故事，讲述了20世纪中华大地的各种苦难和社会运动带给普通人命运的巨变。

## 主要人物
- 墨荷，外祖母，名门望族出身，嫁入叶家。
- 叶莲子
- 吴为，女作家。
- 禅月，吴为的女儿。
- 顾秋水，叶莲子的丈夫。
- 胡秉宸，吴为的第二任丈夫。